# Carmen Mateu Guiot
Carmen Mateu Guiot   (Alaquàs, segle XX) és una professora d'art i pintora valenciana que va ostentar el càrrec de primera regidora de Cultura de l'Ajuntament d'Alaquàs en el primer govern democràtic de 1979.
Es va llicenciar en Belles Arts a la dècada del 1960. L'any 1968 se li va concedir una beca Alfons Roig de la Diputació de València, per a desenvolupar el seu talent. La seua trajectòria professional ha passat també per la seua dedicació a l'ensenyament en l'Escola d'Arts i Oficis d'Aldaia, i l'artística per la pintura de palmells artesans en Alaquàs. El seu compromís social i polític per la cultura la va portar a ser la primera regidora de Cultura de l'Ajuntament d'Alaquàs en 1979.
L'octubre de 2013 va rebre el Premi Castell d'Alaquàs en la categoria d'Arts, per la seua trajectòria artística i la seua vinculació a la localitat.

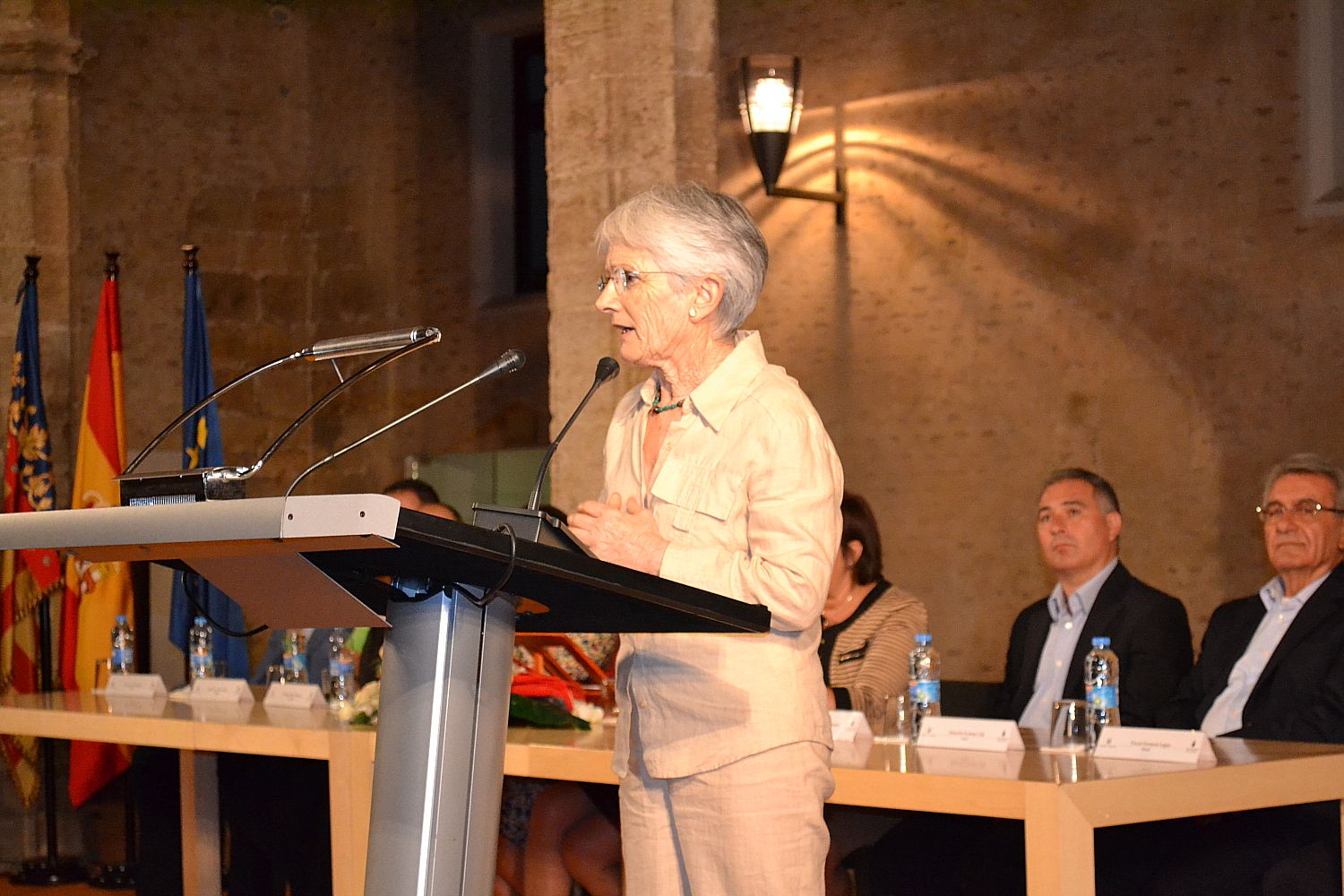
Carmen Mateu a la cerimònia dels Premis Castell d'Alaquàs de 2013.

## Exposicions
Carmen Mateu ha exposat les seues creacions en:
- El setembre de 1989 a la Sala La Nova d'Alaquàs, l'exposició amb títol Alaquàs: una mirada en el record: Carme Mateu recrea, pintant, la fisonomia del poble al voltant dels anys 1915-1950[6]
- L'agost de 2014 presentà: "Els grans mestres com a pretext. Recreacions de Carmen Mateu", amb treballs de pintura amb cera sobre paper fosc realitzats a mode experimental en moments de "sequera creativa".[7][8]
- L'any 2018, l'obra seua es trobà present en l'exposició itinerant de la Diputació de València "Dones en marxa", inaugurada en 2018 en el Castell d'Alaquàs.[9]